# Ride (Ace Hood)
Ride è il secondo singolo del rapper statunitense Ace Hood, estratto dall'album di debutto Gutta. È stato prodotto dal duo di beatmaker The Inkredibles e vi ha partecipato il cantante R&B Trey Songz.

## Informazioni
Il testo della canzone è stato scritto dagli stessi Ace Hood (Antoine McColister) e Trey Songz (Tremaine Neverson) più T-Pain (Faheem Rasheed Najm), il quale ha scritto il ritornello.
Originariamente il singolo era intitolato "Ride or Die", ma fu cambiato dall'etichetta "Def Jam" in "Ride", titolo più idoneo agli ascolti del singolo in radio.

## Videoclip
Il videoclip di "Ride" è stato girato il 1º agosto 2008 da Gil Green ed include i cameo di DJ Khaled, Rick Ross, Johnny Dang e Torch e Gunplay dei Triple C's. Ha raggiunto la posizione n.9 nella classifica "106 & Park" dell'emittente televisiva via cavo "BET".
Protagonisti sono Ace Hood e la sua ragazza, che trascorrono assieme tutta la giornata mangiando, bevendo, andando in motoscafo e facendo anche un giro in macchina. Il rapper è ricercato dalla polizia e quando a sera inoltrata le forze dell'ordine irrompono a casa per catturarlo, la ragazza si rifiuta di dir loro dov'è, e viene quindi arrestata al posto suo.

## Remix
Il remix ufficiale del singolo ha due versioni, entrambe coi featuring di Rick Ross e Juelz Santana. Solo che, mentre la prima (quella dapprima pubblicata) vede la partecipazione di T-Pain nel ritornello, nella seconda (quella presente nell'album) il ritornello è cantato da Trey Songz, esattamente come nella versione originale del singolo. Va inoltre notato che il secondo remix differisce dal primo per la base, leggermente diversa e prodotta da DJ Khaled.
IL 28 ottobre 2008 è stato pubblicato un videoclip (diretto da Rage) per il remix con Rick Ross, Juelz Santana e Trey Songz. DJ Khaled, Akon, Twista, Jim Jones, Busta Rhymes, Jadakiss, DJ Drama, Brisco, Ray J, Shawty Lo, i Triple C's e Soulja Boy vi fanno apparizione assieme ad altri artisti.

## Classifica
| Chart (2008)                            | Posizione massima |
| --------------------------------------- | ----------------- |
| Stati Uniti d'America Billboard Hot 100 | 90                |
| U.S.A. Billboard Hot R&B/Hip-Hop Songs  | 27                |
| U.S.A. Billboard Hot Rap Tracks         | 14                |
| U.S.A. Billboard Mainstream R&B/Hip-Hop | 21                |